# Грамада (поема)
Вижте пояснителната страница за други значения на Грамада.
„Грамада“ е поема в романтичен дух от Иван Вазов, написана през 1879 година. Авторът е вдъхновен да напише поемата от обичая грамада, за който научава, докато е председател на Окръжния съд в град Берковица.
Център на повествованието е кметът Цеко, който губи одобрението на съселяните си, озлобява се и сътрудничи с потисниците им. Съселяните го наказват с колективно проклятие: попът забива кол в земята и всеки който минава оттам, оставя по един камък. Купчината от камъни скоро се превръща в цяла могила.
Поемата е екранизирана в късометражен филм през 1936 година.
Близка до „Грамада“ по сюжет, образи и народностен дух е патриотичната поема „Загорка“, в която централната тема е отпорът срещу османската власт.